# Hesperorhipis mirabilis
Hesperorhipis mirabilis är en skalbaggsart som beskrevs av Knull 1937. Hesperorhipis mirabilis ingår i släktet Hesperorhipis och familjen praktbaggar.

## Underarter
Arten delas in i följande underarter:
- H. m. mirabilis
- H. m. albopennis